# Greg Lopez

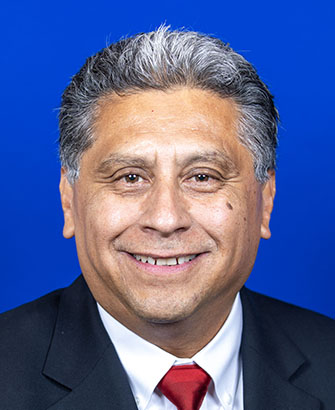
Greg Lopez (2024)

Gregorio Beltran Lopez (* 7. Juni 1964 in Dallas, Texas) ist ein US-amerikanischer Politiker der Republikanischen Partei. Er vertrat von Juni 2024 bis Januar 2025 als den 4. Kongresswahlbezirk Colorados im Repräsentantenhaus der Vereinigten Staaten.

## Leben
Lopez besuchte bis 1982 die Chester W. Nimitz High School in Irving und machte 1986 seinen Abschluss an der New Mexico State University in Alamogordo. Er diente vier Jahre in der United States Air Force.

## Politik
Von 2008 bis 2014 fungierte er als Direktor der Small Business Administration in Colorado. Zuvor war er Bürgermeister von Parker, Colorado. Er kandidierte 2018 und 2022 für das Amt des Gouverneurs, schied aber jeweils in der republikanischen Vorwahl aus.
Lopez war der republikanische Kandidat für die Sonderwahl 2024 im 4. Kongressbezirk Colorados und ersetzte Ken Buck, der im März 2024 zurücktrat. Er wurde im Juni 2024 in das Repräsentantenhaus der Vereinigten Staaten gewählt. Es schied am 3. Januar 2025 am Ende der Amtszeit aus dem Kongress aus, wie er angekündigt hatte.